# Frédéric Boissonnas
François-Frédéric Boissonnas (Ginebra, 18 de junio de 1858– Ibídem, 17 de octubre de 1946) fue un fotógrafo suizo que desarrolló su carrera en Grecia a principios del siglo XX. Este último aspecto fue lo que le llevó junto a su compatriota Daniel Baud-Bovy y el griego Christos Kakkalos ser los primeros en escalar el Mytikas, la cumbre más alta del monte Olimpo (2918,80 m) en Grecia, el 2 de agosto de 1913.

## Biografía
Nació el 18 de junio de 1858 en Ginebra, su padre, Henri-Antoine (1833-1889), fundó un estudio fotográfico en Ginebra en 1864 y se hizo cargo del estudio Bel-Air de Auguste Garcin en 1865. En 1872, se instaló con su familia en una habitación del piso 4 de una quinta ubicada en la calle Quai de la Poste.
Tuvo al menos siete hijos, entre ellos Edmond-Edouard (1891-1924), Henri-Paul (1894-1966) y Paul (1902-1983). Durante sus últimos años de vida la paso como maestro de fotografía hasta que falleció el 17 de octubre de 1946 en Ginebra.

## Carrera profesional

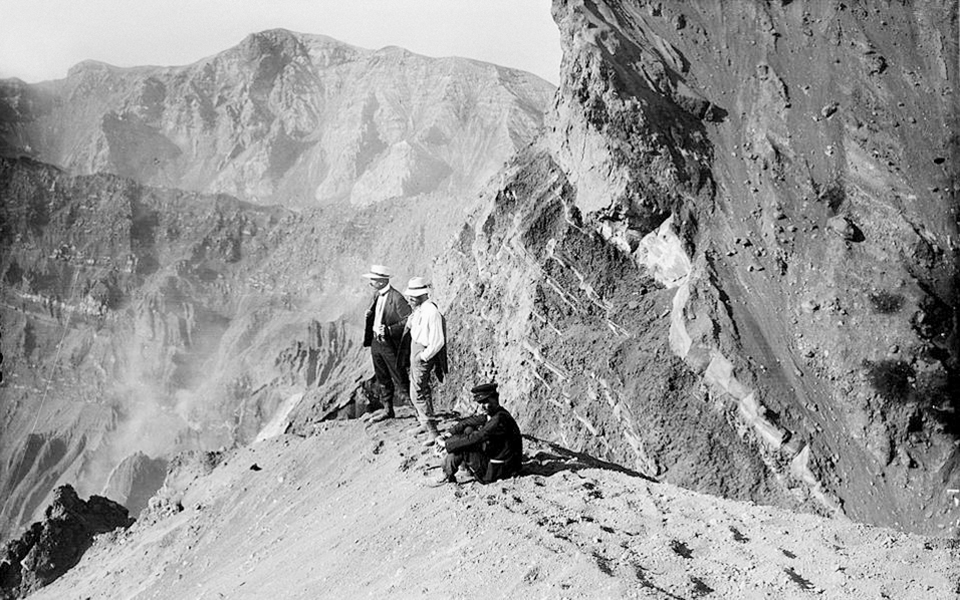
Kakkalos, Boissonnas y Daniel Baud-Bovy en el monte Olimpo.

Frédéric continuó el trabajo familiar de la fotografía pues dirigió el estudio de su padre desde 1887 hasta 1920. En 1901, se asoció con André Taponier para crear un estudio en París, en el sector 12 de la rue de la Paix.
Su intención de encontrar paisajes pocos comunes lo hizo viajar varias veces a Grecia, específicamente entre 1907 y 1919, en unos de sus viajes lo acompañó su compatriota Daniel Baud-Bovy que en 1913 —con la guía de Christos Kakkalos— llevaron a cabo una expedición al monte Olimpo, siendo considerada la primera de la historia en llegar al punto más alto, el Mytikas.
En 1919 de vuelta en Suiza, fundó la editorial "Boissonnas SA" y regresó a Grecia con su hijo Edmond-Edouard Boissonnas. Se mudó a París de forma permanentemente en la década de 1920.
Su hijo mayor, Edmond-Edouard, lo sucedió al frente del estudio familiar en 1920, pero murió repentinamente en 1924. El tercer hijo de Frédéric, Henri-Paul, dirigió el estudio desde 1924 hasta 1927, momento en el que se retiró para dedicarse a la restauración artística. El séptimo hijo, Paul, dirigió el estudio hasta 1969, cuando lo confió a su yerno, Gad Borel (1942).
La fotógrafa Sabine Weiss fue aprendiz de Frédéric entre 1942 y 1949. El estudio Boissonnas cerró definitivamente en 1990.